# Хангар 110
„Хангар 110“ (на португалски: Hangar 110 Música e Cultura Ltda.) е нощен клуб, известен културен център, разположен на улица „Родолфо Миранда“ № 110, в квартал Бом Ретиро в централната зона на Сао Пауло, Бразилия.
Още от самото си отваряне през октомври 1998 година Хангар 110 се превръща в една от основните сцени за бразилската алтернативна и ъндърграунд музика. През него са минали банди като британските Върукърс, Експлойтед и Джи Би Ейч, американските Агностик Фронт, Лагуагън, Шелтър, ирландската Стиф Литъл Фингърс, шведската Ноу Фън Ет Ол, финландската Форса Макабра и Рийстетит.
Собственик на Хангар 110 е Марко Бадин.